# 1977 Голяма награда на Испания
1977 Голяма награда на Испания е 12-о за Голямата награда на Испания и пети кръг от сезон 1977 във Формула 1, провежда се на 8 май 1977 година на пистата Харама в Мадрид, Испания.

## История на кръга
Макларън пристигна в Харама с M26 за Джеймс Хънт и M23 за съотборника му Йохен Мас. В Марч Иън Шектър се завърна в отбора редом до съотборника си Алекс Рибейро, докато Хескет участват за първи път този сезон с два нови 308E за новобранеца Рупърт Кийгън и за Харалд Ертъл. Дейвид Пърли също се завръща във Формула 1 с отбора на ЛЕК. БРМ са с нов пилот в лицето на шведа Кони Андершон, след като Лари Пъркинс напусна тима видимо изнервен заради лошите резултати. Също завръщайки се във Формула 1 е и Франк Уилямс, който закупи Марч 761 за своя нов отбор Уилямс Гран При с Патрик Нев зад волана. Местния пилот Емилио де Вильота е с частния Макларън M23 с подкрепата от компанията за авиолинии Iberia Airlines.

### Квалификация
След победата си в Лонг Бийч, Марио Андрети записа пол-позиция със седем десети пред втория Жак-Анри Лафит с подобреното Лижие. Ферари-тата на Ники Лауда и Карлос Ройтеман окупират втора редица пред Джоди Шектър и Джон Уотсън, докато Хънт с новия болид успя да запише седмо време. Клей Регацони класира Инсайн-а на осма позиция пред Мас и Патрик Депайе.

### Състезание
По време на неделната тренировка преди състезанието, Лауда усети силни болки в гърдите. Оказа се че той е със спукано ребро и докторите наредиха на австриеца да не участва в състезанието. Това прати единия от не-класираните от квалификацията Брет Лънгър да заеме мястото си в стартовата решетка (въпреки че мястото на Лауда в решетката е оставено празно). Андрети се откъсна напред от втория Лафит, следвани от Ройтеман, бързо-стартиращия Хънт, Уотсън, Шектър, Регацони и Виторио Брамбила.
Шансовете за Джеймс се изпариха в 10-а обиколка с проблем в двигателя като преди това Брамбила удари Регацони, пращайки и двамата извън състезанието. Лафит спря в бокса в 12-а обиколка с проблем в една от задните му гуми, което го прати 19-и. Ройтеман се придвижи напред но реши да запази позицията си вместо да атакува Андрети. Депайе също отпадна с гръмнат двигател, докато съотборника му Рони Петерсон е преследван усилено от Шадоу-а на Алън Джоунс, въпреки че австралиеца излезе от трасето два пъти в опит да изпревари Тирел-а.
Въпреки атаките на Мас, Шектър задържа четвъртата позиция. После битката стана за трета позиция, след като Уотсън влезе в бокса за да смени прегрелите си гуми с леко забавяне, преди да се върне на трасето. Зад Мас се намира и втория Лотус на Гунар Нилсон, а Кийгън прави едно от най-добрите си състезания намирайки се зад Петерсон и Джоунс. Англичанинът губи контрол върху „Хескет“-а си. Третият опит на Джоунс да изпревари Тирел-а на Рони се оказа катастрофален за австралиеца като си повреди предното окачване от удар с една от задните гуми на шведа. Уотсън също отпадна от пета позиция с проблем в горивната система.
Андрети победи с 16 секунди, признавайки че колата се представи блестящо. Ройтеман завърши след американеца, а третото място на Шектър еднолично му осигури лидерството в класирането при пилотите. Мас усилено притисна южно-африканеца, но не успя дори да направи опит да изпревари Волф-а. Нилсон и Щук окупират последните места даващи право точки, а останалите финиширали надпреварата са Лафит, Петерсон, Ханс Биндер, Лънгър, Иън Шектър, Нев, ди Вильота и Емерсон Фитипалди.

## Класиране
| Поз | No | Пилот             | Конструктор       | Обиколки | Време/Отпадане  | Място | Точки |
| --- | -- | ----------------- | ----------------- | -------- | --------------- | ----- | ----- |
| 1   | 5  | Марио Андрети     | Лотус-Форд        | 75       | 1:42:.52.22     | 1     | 9     |
| 2   | 12 | Карлос Ройтеман   | Ферари            | 75       | +15.85          | 4     | 6     |
| 3   | 20 | Джоди Шектър      | Волф-Форд         | 75       | +24.51          | 5     | 4     |
| 4   | 2  | Йохен Мас         | Макларън-Форд     | 75       | +24.87          | 9     | 3     |
| 5   | 6  | Гунар Нилсон      | Лотус-Форд        | 75       | +1:05.83        | 12    | 2     |
| 6   | 8  | Ханс-Йоахим Щук   | Брабам-Алфа Ромео | 74       | +1 Об.          | 13    | 1     |
| 7   | 26 | Жак-Анри Лафит    | Лижие-Матра       | 74       | +1 Об.          | 2     |       |
| 8   | 3  | Рони Петерсон     | Тирел-Форд        | 74       | +1 Об.          | 15    |       |
| 9   | 18 | Ханс Биндер       | Съртис-Форд       | 73       | +2 Об.          | 20    |       |
| 10  | 30 | Брет Лънгър       | Марч-Форд         | 72       | +3 Об.          | 28    |       |
| 11  | 10 | Иън Шектър        | Марч-Форд         | 72       | +3 Об.          | 17    |       |
| 12  | 27 | Патрик Нев        | Марч-Форд         | 71       | +4 Об.          | 22    |       |
| 13  | 36 | Емилио де Вильота | Макларън-Форд     | 70       | +5 Об.          | 23    |       |
| 14  | 28 | Емерсон Фитипалди | Фитипалди-Форд    | 70       | +5 Об.          | 19    |       |
| Отп | 7  | Джон Уотсън       | Брабам-Алфа Ромео | 64       | Горивна система | 6     |       |
| Отп | 17 | Алън Джоунс       | Шадоу-Форд        | 56       | Инцидент        | 14    |       |
| Отп | 24 | Рупърт Кийгън     | Хескет-Форд       | 32       | Инцидент        | 16    |       |
| Отп | 25 | Харалд Ертъл      | Хескет-Форд       | 29       | Радиатор        | 10    |       |
| Отп | 16 | Ренцо Дзордзи     | Шадоу-Форд        | 25       | Двигател        | 24    |       |
| Отп | 37 | Артуро Мерцарио   | Марч-Форд         | 16       | Окачване        | 21    |       |
| Отп | 4  | Патрик Депайе     | Тирел-Форд        | 12       | Двигател        | 10    |       |
| Отп | 1  | Джеймс Хънт       | Макларън-Форд     | 10       | Двигател        | 7     |       |
| Отп | 22 | Клей Регацони     | Инсайн-Форд       | 9        | Инцидент        | 8     |       |
| Отп | 19 | Виторио Брамбила  | Съртис-Форд       | 9        | Инцидент        | 11    |       |
| Отп | 11 | Ники Лауда        | Ферари            | 0        | Повреда         | 3     |       |
| Отп | 34 | Жан-Пиер Жарие    | Пенске-Форд       |          |                 |       |       |
| Отп | 9  | Алекс Рибейро     | Марч-Форд         |          |                 |       |       |
| Отп | 33 | Бой Хайе          | Марч-Форд         |          |                 |       |       |
| Отп | 38 | Брайън Хентън     | Марч-Форд         |          |                 |       |       |
| Отп | 31 | Дейвид Пърли      | ЛЕК-Форд          |          |                 |       |       |
| Отп | 35 | Кони Андершон     | БРМ               |          |                 |       |       |

## Класиране след състезанието
| Поз | Пилот           | Точки |
| --- | --------------- | ----- |
| 1   | Джоди Шектър    | 23    |
| 2   | Марио Андрети   | 20    |
| 3   | Карлос Ройтеман | 19    |
| 4   | Ники Лауда      | 19    |
| 5   | Джеймс Хънт     | 9     |

| Поз | Конструктор       | Точки |
| --- | ----------------- | ----- |
| 1   | Ферари            | 34    |
| 2   | Волф-Форд         | 23    |
| 3   | Лотус-Форд        | 22    |
| 4   | Макларън-Форд     | 12    |
| 5   | Брабам-Алфа Ромео | 8     |

- Бележка: И в двете класирания са показани само първите пет отбора.